# Spilococcus flavidus
Spilococcus flavidus är en insektsart som först beskrevs av Hiroshi Kanda 1935.  Spilococcus flavidus ingår i släktet Spilococcus och familjen ullsköldlöss. Inga underarter finns listade i Catalogue of Life.